# Halysidota rusca
Halysidota rusca là một loài bướm đêm thuộc phân họ Arctiinae, họ Erebidae.